# Jacek Paruszyński
Jacek Paruszyński (ur. 6 sierpnia 1960 roku w Cieplicach k. Jeleniej Góry) – polski aktor teatralny.
Ukończył szkołę podstawową w Chocianowie i liceum ogólnokształcące w Chojnowie. Absolwent Studia Teatralnego przy Teatrze Wybrzeże w Gdańsku (rocznik 1981). Zadebiutował na scenie 20 marca 1982 roku w Zemście Aleksandra Fredry na scenie Teatru Wybrzeże w Gdańsku. W latach 1984–1987 związany z Teatrem Ludowym w Krakowie, w latach 1987–1988 z Ośrodkiem Teatru Otwartego "Kalambur" we Wrocławiu, a od 1988 roku z Teatrem im. C. K. Norwida w Jeleniej Górze.
Oprócz pracy w teatrze zajmuje się edukacją teatralną jako animator dziecięcych i młodzieżowych grup teatralnych.

## Filmografia
- 1988: Rodzina Kanderów – Janusz (odc. 3 Ogień i krew. Rok 1949)

## Role teatralne
W Teatrze Wybrzeże w Gdańsku:
- 1982: Zemsta
- 1982: Ślub
- 1983: Romeo i Julia – Merkucjo
- 1984: Ubu Król – Piła

W Teatrze Ludowym w Krakowie:
- 1985: Ucieczka – Mnich; Guryn; Marynarz
- 1986: Odyseja – Towarzysz I
- 1986: Rewizor – Miszka

W Ośrodku Teatru Otwartego "Kalambur" we Wrocławiu:
- 1988: Prawdomówny kłamca – Grajek; Sędzia

W Teatrze im. C. K. Norwida w Jeleniej Górze:
- 1988: Przygody Pchły Szachrajki – Chłopiec III
- 1989: Miłość do trzech pomarańczy – Truffaldino
- 1990: Monachomachia – Pan Młody
- 1991: Ciuciubabka albo ślepiec – Tytus (Tyrezjasz)
- 1992: Pinokio – Szewc; Zając; Clown
- 1992: Bambuko, czyli skandal w krainie gier – Goniec II
- 1993: Zemsta – Perełka
- 1993: Calineczka – Szerszeń II; Kret II; Tukan II
- 1993: Igraszki z diabłem – Karborund
- 1994: Poskromienie złośnicy – Tranio; Krawiec
- 1994: Koncert świętego Owidiusza – Gilbert
- 1994: Straszny dwór – Król
- 1995: Stara kobieta wysiaduje – Skrzypek
- 1995: Rewizor – Osip; Hubner
- 1995: Alicja w krainie czarów – Król
- 1995: Antygona – Polinejk
- 1996: Mały Książę – Geograf
- 1996: Królowa Śniegu – Strażnik; Herold; Zbój
- 1997: Gwałtu, co się dzieje! – Dyzma
- 1997: Ożenek – Żewakin
- 1997: Król Maciuś Pierwszy – Minister Spraw Zagranicznych
- 1997: Komedia pasterska – Ergast
- 1998: Dziady – Kruk; Ksiądz Lwowicz; Szambelan
- 1998: Audiencja – Waniek
- 1998: Wernisaż – Fryderyk
- 1998: Przyjaciel wesołego diabła – Barabasz
- 1999: Balladyna – Pustelnik
- 2000: Śmieszny staruszek
- 2000: Opera żebracza – Bill Lockit
- 2000: Królowa i Szekspir – Arcybiskup Whitgift
- 2001: Przygody Tomka Sawyera – Pastor Spraque
- 2001: Kordian – Prezes
- 2002: Mistrz i Małgorzata – Azazello; Pielęgniarz; Berlioz
- 2002: Kartoteka – Bohater; Przechodzień
- 2003: Sen pluskwy, czyli towarzysz Chrystus – Filozof
- 2004: Opowieści o zwyczajnym szaleństwie – Szef
- 2005: Czerwone nosy – Bonville; Lefranc
- 2005: Dożywocie – Rafał Lagena
- 2006: Romeo i Julia – Pan Montecchi
- 2006: Merylin Mongoł – Misza
- 2007: Don Kichote – Balwierz; Bogacz
- 2007: Kariera Artura Ui – Ragg; Goodwill
- 2007: Klątwa – Dzwonnik
- 2008: Gog i Magog. Kronika chasydzka
- 2009: Sztuka dla dziecka – Pan Starej Daty
- 2009: Scrooge. Opowieść wigilijna o Duchu – Duch Dawnych Świąt Bożego Narodzenia; przechodzień; nędzarz; gracz giełdowy
- 2010: Czarna maska – Jedidja Potter
- 2010: Kolacja dla głupca – profesor Archambaud
- 2010: Lilla Weneda – Rycerz
- 2011: Proces – Franciszek; Kapelan
- 2011: Portret – Anatol
- 2014: Alicja w Kraninie Dziwów
- 2014: Samobójca?
- 2014: Koniec Świata w Deer’s Hill City
- 2015: Miłość i polityka
- 2016: Kubuś i jego Pan
- 2017: Ania z Zielonego Wzgórza
- 2017: Odprawa posłów greckich
- 2019: Gąska

## Nagrody
- 2002: nagroda instruktorska na II Jeleniogórskim Forum Teatrów Dziecięcych

## Życie prywatne
Żona Barbara jest nauczycielką angielskiego. Ma córkę Annę (ur. 1990 r.).